# Emyr Humphreys
Emyr Humphreys (Prestatyn, 15 de abril de 1919-Llanfairpwll, 30 de septiembre de 2020) fue un novelista, poeta y autor galés. Su carrera abarcó desde los años 40 hasta su jubilación en 2009. Publicó en inglés y galés.

## Primeros años y carrera
Nació el 15 de abril de 1919 en Prestatyn, Denbighshire. Fue educado en el Instituto Rhyl, donde empezó a componer poesía y escribió Para el Nacionalista galés para el Plaid Cymru. Fue a estudiar historia e inglés en la Universidad de Gales, Aberystwyth, después de ganar una beca para estudiar allí. Aun así, no se graduó debido al inicio de la Segunda Guerra Mundial.
Durante la guerra, Humphreys se registró como objetor concienzudo y trabajó en una granja. Posteriormente emprendió trabajo de socorrista en Egipto e Italia. Después de la guerra trabajó como profesor, productor radiofónico en la BBC, y más tarde llegó a ser un conferencista en drama en la Universidad de Bangor. Habiendo llegado a ser fluido en el idioma galés en Aberystwyth, Humphreys buscó aprender italiano mientras trabajaba en Italia después de la guerra y pasaba tiempo allí mientras estudiaba la literatura del país.

## Escrituras
Las historias de Humphreys están basadas en mitos celtas, y en particular el mito de Blodeuwedd, el cual ha sido incorporado en sus escrituras durante su carrera. Uno de los temas importantes de sus escrituras es la identidad galesa. El Pequeño Reino (1946) está escrito en inglés; sin embargo, los personajes principales están hablando en galés.
La novela mejor conocida de Humphreys es A Toy Epic (1958). La historia es una mezcla de la historia a través de los años de tres chicos y una importante novela de guerra, sin embargo, es también una historia de la historia misma de Gales a través de los años. Tomó un punto de vista diferente en Fuera de la Casa de Baal (1965), ya que escribió la novela desde una perspectiva de vejez.
La pieza maestra de Humphreys es La Tierra de los Vivientes (1974-2001), una épica secuencia de siete novelas ambientadas en la historia política y cultural del Gales del siglo veinte. Humphreys remarcó en una entrevista en 2018 que él quería contar una historia desde "la cuna a la tumba".
Durante su larga carrera de escritura bilingüe, publicó más de veinte novelas. También escribió ensayos para escenario y televisión, cuentos cortos, La Tradición Taliesin (una historia cultural de Gales), y publicó su Recopilado de Poemas en 1999. Su trabajo final fue La Mujer en la Ventana (2009), en el cual uno de los personajes dice: "Mi vida útil se acabó".
Sus papeles, guardados por la Biblioteca Nacional de Gales, incluyen correspondencia con escritores, intérpretes y otras figuras públicas, como Dannie Abse, Philip Burton, Hywel Teifi Edwards, T. S. Eliot, Gwynfor Evans, Patrick Heron, Marghanita Laski y R. S. Thomas.

## Honores
Entre muchos honores, recibió el Premio Somerset Maugham en 1953 por Hear and Forgive. Humphreys ganó el Premio del Año del Libro de Gales en 1992 y 1999. Era socio de la Sociedad Real de Literatura y la Sociedad Científica de Gales.

## Vida personal
Humphreys se casó con Elinor Myfanwy Jones en 1946. Juntos, tuvieron cuatro hijos. Viajaron a Austria después de que ganó el Premio Somerset Maugham, el cual estipulaba que el dinero del premio debía ser utilizado para viajar al extranjero.
Humphreys se retiró en 2009 a la edad de 90 años, después de que su libro final fuera publicado. Logró su centenario el 15 de abril de 2019. Falleció el 30 de septiembre de 2020 en su casa en Llanfairpwll, Anglesey, a los 101 años.